# Ann Keen
Ann Lloyd Keen (née Fox ; le 26 novembre 1948) est une femme politique du Parti travailliste britannique, qui est députée de Brentford et Isleworth de 1997 à sa défaite contre la candidate conservatrice Mary Macleod (en) en 2010. 

## Jeunesse
Ann Keen est la fille du métallurgiste John Lloyd Fox et de Ruby Hughes. Elle étudie à l'Elfed Secondary Modern School à Buckley, Clwyd, puis obtient un PGCEA (certificat d'études supérieures en éducation des adultes) de l'université de Surrey. Elle travaille dans le service national de santé (NHS) avant une formation comme infirmière autorisée[pas clair] à l'hôpital général d'Ashford à Ashford, Middlesex, et gagne des prix en tant qu'infirmière de l'année et infirmière pour enfants de l'année. Plus tard, elle devient infirmière de district. De 1989 à 1993, elle est directrice de la faculté des sciences infirmières avancées du Queen Charlotte's College à Hammersmith (qui fait maintenant partie de l'université de Thames Valley) et elle est également secrétaire générale de la Community and District Nursing Association.

## Carrière parlementaire
Ann Keen se présente à Brentford et Isleworth en 1987 et 1992, mais échoue les deux fois. Pour l'élection de 1997, elle est de nouveau sélectionnée, à cette occasion sur une liste restreinte de femmes. Cette méthode de sélection est déclarée illégale en janvier 1996 car elle viole les lois sur la discrimination sexuelle. Malgré la décision, elle reste candidate aux élections générales de 1997, et est élue députée en battant le député conservateur Nirj Deva.
En 1999, le journal The Guardian révèle qu'elle a agi comme un « intermédiaire secret » pour le Parti travailliste et Shaun Woodward, alors député de Witney, alors qu'il tentait de quitter le Parti conservateur la même année.
En 1999, elle est nommée secrétaire parlementaire privée de Frank Dobson, secrétaire d'État à la Santé, bien que cette nomination ait duré moins d'un mois. Elle est ensuite nommée au Trésor, devenant plus tard secrétaire parlementaire privée du chancelier de l'Échiquier, Gordon Brown. En 2000, Ann Keen fait campagne pour les droits des homosexuels, son intérêt pour la question ayant pour origine l'homosexualité de son fils. La même année, elle mène avec succès une campagne pour faire élire Michael Martin à la présidence de la Chambre des communes.
Ann Keen fait campagne au parlement sur les questions de santé en tant que députée d'arrière-ban et siège au comité spécial de la santé. En 1998, elle propose une Early Day Motion appelant à des soins équitables pour les femmes atteintes d'un cancer de l'ovaire, qui est appuyée par plus de 100 autres députés.
Le 29 juin 2007, lors du premier remaniement de Brown en tant que Premier ministre, elle est promue au poste de sous-secrétaire d'État parlementaire au ministère de la Santé, où elle suit la dentisterie du NHS.
En 2009-2010, Ann Keen dirige la commission indépendante sur l'avenir des soins infirmiers et obstétricaux en Angleterre, qui aboutit au rapport « Front Line Care ».
Elle est battue aux élections générales de 2010 par la candidate conservatrice Mary Macleod sur un swing[pas clair] de 6 %.

### Scandale des dépenses
Ann Keen et son mari député Alan Keen ont utilisé leurs allocations combinées pour résidence secondaire afin d'acheter un appartement haut de gamme à Waterloo sur la rive sud de la Tamise, réclamant 175 000 £ sur cinq ans. L'appartement de Waterloo se trouve à 14,5 km de leur domicile de circonscription à Brentford, à 30 minutes de route de Westminster. Les députés qui résident près des Keens à Brentford, comme le ministre de l'Intérieur Phil Woolas qui vit dans la rue voisine, peuvent faire la navette de là à Westminster. Le couple a réclamé à la fois les paiements d'intérêts sur l'appartement de Waterloo et le coût de la réhypothèque de leur maison à Brentford. Le bureau des honoraires a souscrit à l'argument du couple selon lequel cela pouvait être réclamé car il était utilisé pour lever des fonds propres pour l'appartement. L'hypothèque incluait également le coût de l'assurance vie « obligatoire » attachée aux hypothèques, une pratique désormais interdite. Leurs affirmations ont amené certains journaux à surnommer le couple « M. et Mme Dépenses ». 
Une enquête formelle sur les dépenses des Keens par le commissaire parlementaire aux normes statue en mars 2010 que les Keens ont enfreint les règles relatives aux dépenses et qu'il considère la violation des règles comme « grave » et impliquant « des fonds publics importants ». Il suggère que les Keens devraient rembourser quatre mois de leurs réclamations - quelque 5 678 £. Cependant, le Comité des normes et privilèges des députés des Communes prend la décision inhabituelle de ne pas suivre ces conclusions et de réduire le remboursement en leur ordonnant de rembourser 1 500 £.

## Vie privée
Elle épouse Alan Keen (en), qui siège en tant que député travailliste de 1992 jusqu'à sa mort en 2011, en 1980. Sa sœur est Sylvia Heal, également députée travailliste, vice-présidente de la Chambre des communes sous l'ancien président Michael Martin. Elle a deux fils et une fille. En 1966, elle a fait adopter un de ses fils et l'a retrouvé au milieu des années 1990.